# Termunten

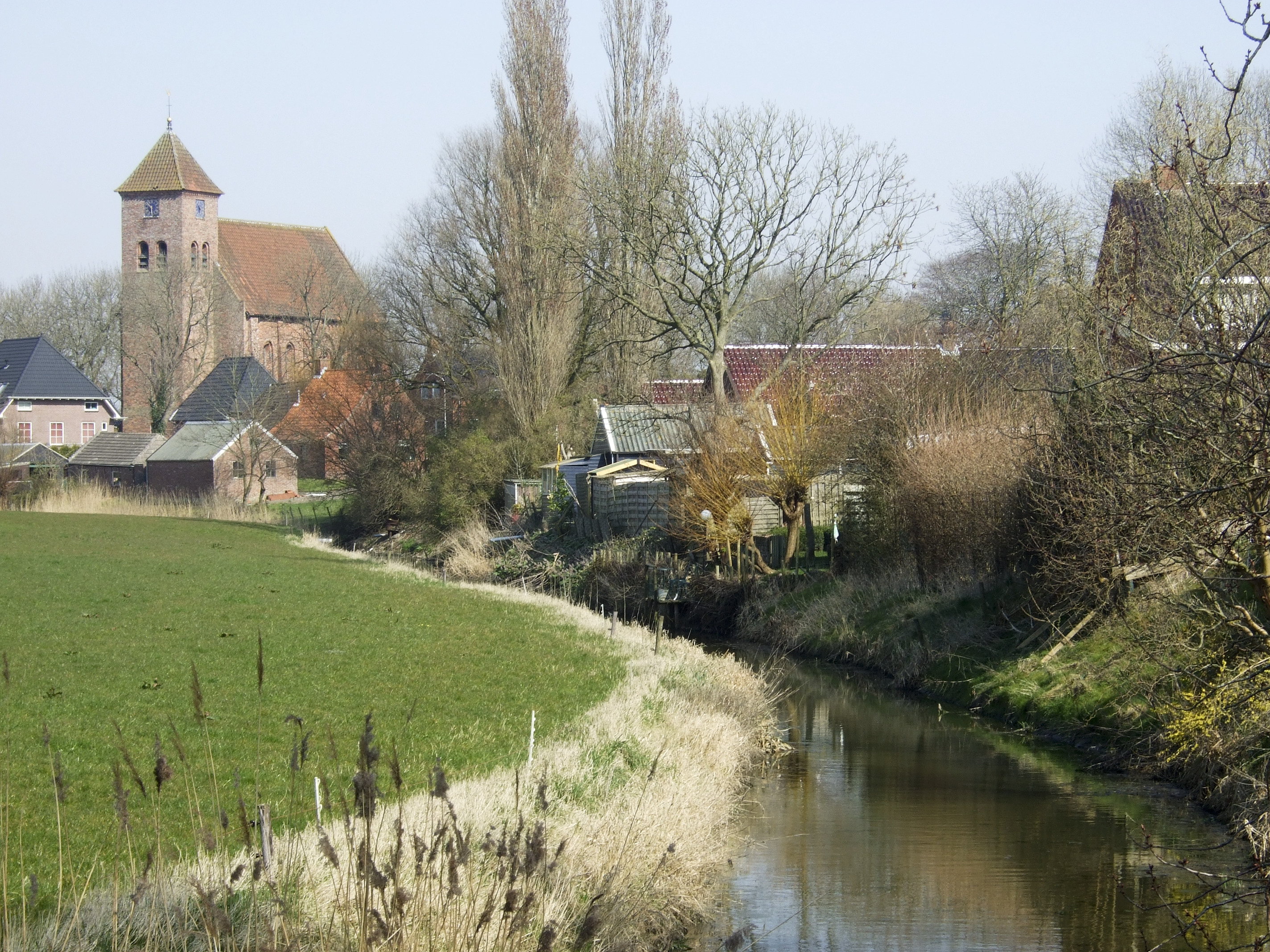
Gezicht op Termunten

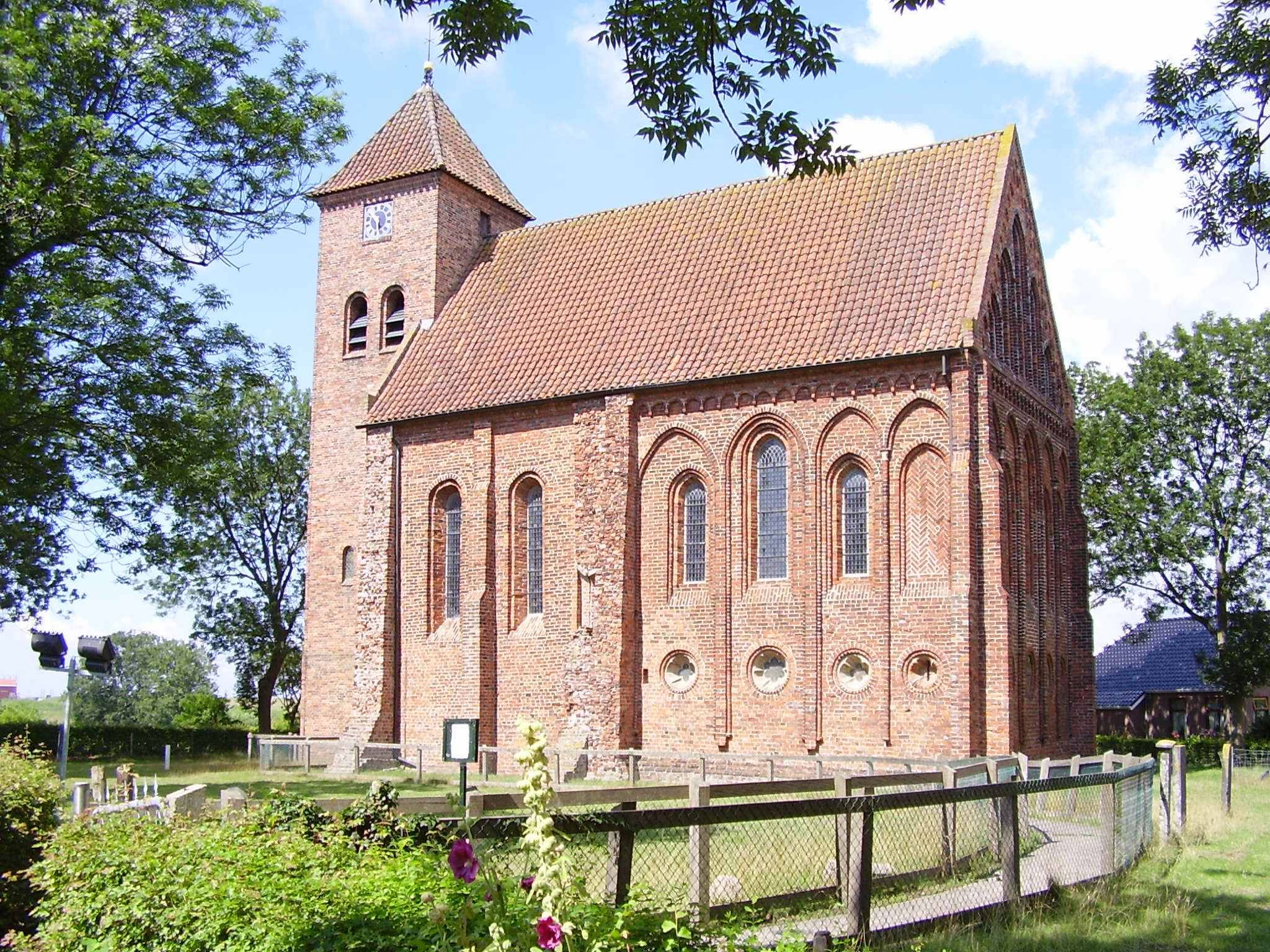
Ursuskerk van Termunten

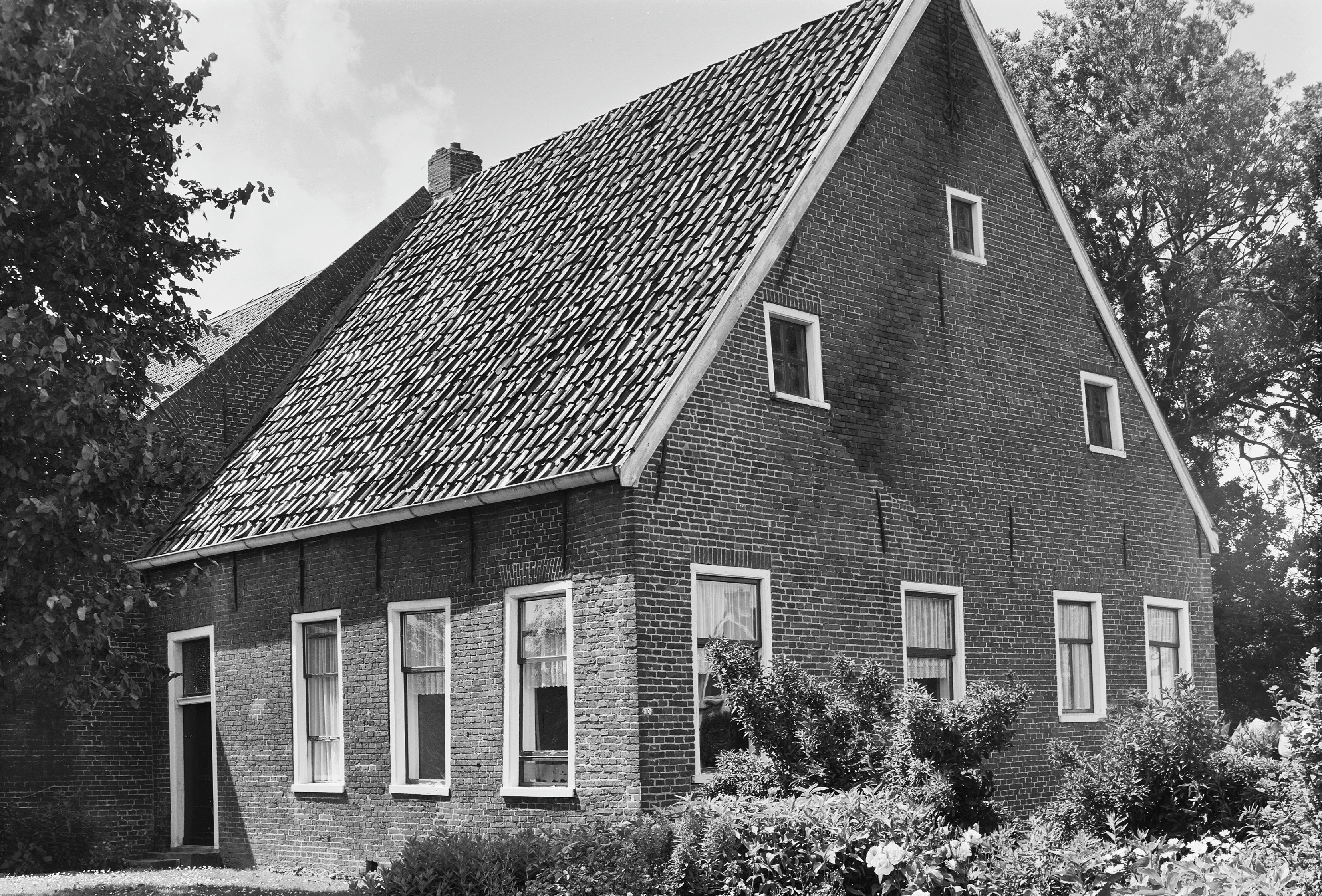
Boerderij in Termunten

Termunten is een kerkdorp in de gemeente Eemsdelta in de provincie Groningen in Nederland. Het telt 335 inwoners (2023).
Het is ook de naam van een voormalige gemeente, die bestond uit de dorpen Borgsweer, Termunterzijl, Termunten, Woldendorp en Wagenborgen. Het gemeentehuis bevond zich  in Woldendorp. De gemeente Termunten is in 1990 opgegaan in de toenmalige gemeente Delfzijl.

## Indeling
Onder Termunten vallen de buurtschappen Baamsum, Dallingeweer en Fiemel, vroeger ook het dorp Termunterzijl en de buurtschappen Grijzemonnikenklooster, Kabofferij, Reide, Wartum en Wartumerklap, verder het gehucht De Botterij. Tot het dorpsgebied behoren de Kleine Polder, een deel van de Johannes Kerkhovenpolder, de Punt van Reide (Reider Buitenland), de Polder Breebaart en buitendijks de Reiderplaat en Heringplaat. Historische boerderijnamen zijn 't Bosch (nu Boschboerderij) en De Wierde.
Het grondgebied van Termunten viel grotendeels samen met het waterschap Oude Ae (1929), dat in 1967 opging in het waterschap Oldambt, nu Hunze en Aa's. De polder had een klepsluis ('schut'), later een motorgemaal te Wartumerklap. De Johannes Kerkhovenpolder ging op in het waterschap Fiemel. Belangrijke watergangen zijn Termunterzijldiep, Oude Ae, Kleine Diep en  Afwateringskanaal, vroeger ook het Nieuwe Maar en het Uitwateringskanaal. Termunten maakte deel uit van de Ruilverkaveling Woldendorp.

## Geschiedenis

### Middeleeuwen
Termunten behoorde vanouds tot het Oldambt. Het huidige dorp is ontstaan op twee wierden aan de monding van de rivier Munte of Oude Ae, die ontsprong in de omgeving van Wildervank en hier in de Eems stroomde. De wierden werden vermoedelijk al bewoond sinds de Romeinse tijd. Op het perceel de Bultvenne bij Termunterzijl beveond zich een grafheuvel uit de 8e eeuw, die vanaf 1782 werd afgegraven. Daarbij zijn verschillende vondsten gedaan, waaronder zwaarden en een paardengraf.
Beide dorpswierden hadden vanaf de 11e of 12e eeuw een eigen kerk en een afzonderlijk grondgebied. Dergelijke dubbele dorpen kwamen ook elders voor, bijvoorbeeld bij Ooster- en Westerreide. 
- Groot-Termunten (Grote Munte of Nieuw-Termunten) was mogelijk een handelsnederzetting op een langgerekte wierde langs de oostelijke oever van het Kleine Diep
- Klein-Termunten (Lutke Munte of Oud-Termunten) was misschien een ouder kerkdorp, gelegen een radiale wierde ten westen van het Kleine Diep.

Op veel oude kaarten worden beide dorpen verwisseld. Een van beide dorpen wordt mogelijk in de 10e eeuw genoemd als Montanhae (wellicht 'aanlegplaats bij de Munte'), samen met verdronken nederzettingen als Reide, Nesse en Wilgum. Het wordt vervolgens vermeld als in Menterne (1224), van der Munte (1369), to der Munten (1413), Lesser en Merer Munten (1441), Lutke en Grote Munte (1498), Ter Munte (ca. 1660). De naam Menterne zou 'hoek (herne) bij de Munte' betekenen of 'bewoners aan de Mun
De rivier Munter Ae liep tussen beide dorpen door. De monding van de rivier moet omstreeks 1200 zijn bedijkt en met een of meer sluizen afgedamd. De sluizen zouden oorspronkelijk verder zeewaarts hebben gelegen. Bij meerdere stormvloeden zou de dijk sinds het einde van de 15e eeuw twee keer landinwaarts zijn verlegd. Volgens de Prophecye van Jarfke uit 1597 ging het om drie sluiskokers:
Noch heeft Jaerfke op en tijt gekomen van Palmaer nae der Munth / doen hy ter Munten quam voor Munter-zijl / want sy moesten daer een Zijl in houden / daer haer water doorliep / daer legen drie Zijlen in Termunten / die eene mosten holden die van Muntendam / ende de ander dat Convent van de grijse Monnicken met olde Termunte / en de derde van groote Termunte..
Ook op de Dollardkaart van Jacob van der Mersch uit 1574 staat bij de oude Termunterzijl dat hier drie zijlen lagen, van waaruit grote schepen wegvoeren. De overlevering stelde dat Termunten ooit een vleck vol nering was, waar grote schepen (Hulcken ende Carvelen) kwamen binnenzeilen. Door dijkdoorbraken en het ontstaan van de Dollard raakten de sluizen echter in ongerede. In 1553 werden ze afgedamd, in 1565 was sprake van de Olde Munterzyl. In 1584 werd bij de voormalige sluis een schans aangelegd, de Termuntersile scanze. De profeet Jarfke zou dit alles hebben voorspeld: Die zijlen sollen daer uyt gegraven worden / ende die Ee sal Land werden. Termunten het slimste krayen nest worden, waar schapen in de voormalige rivierbedding zouden grazen, zo herinnerde later Jarfke's woorden.
Termunten bestond uit meerdere zelfstandige buurtschappen. De beide dorpen Groot- en Klein-Termunten, het Grijzemonnikenklooster en de voorwerken Lesterhuis en Lalleweer fungeerden tot het begin van de 19e eeuw als zelfstandige kerspelen of schepperijen die een eigen taak hadden in de waterhuishouding, de belastingheffing en het wegenonderhoud. Grijzemonniken en Lesterhuis vielen onder Klein-Termunten, Lalleweer onder het kerspel Borgsweer.
Het cisterciënzersklooster Grijzemonniken of Menterne werd in 1299 vanuit NIeuwolda-Oost naar Termunten overgebracht. Het lag vlak bij het dorp Baamsum; maar viel onder het kerspel Klein-Termunten. Het klooster werd omstreeks 1570 verwoest door de watergeuzen. Het kloosterterrein bood daarna plaats aan enkele grote boerderijen.
Volgens een verklaring uit 1487 was het dorp Groot-Termunten oorspronkelijk verdeeld in drie buurtgilden, namelijk Holm, Middel-Termunten en Dijkeind, die ieder een eigen rechtstoel vormden. Iedere buurt werd naar verluidt bestuurd door een afzonderlijke hoofdeling die een eigen steenhuis bezat. Ook de buurtschappen Baamsum, Fiemel en Dallingeweer vormden ieder een eigen rechtstoel. Binnen het kerspel Klein-Termunten lag de rechtstoel Wartum of De Warven. De leden van de familie adellijke Houwerda, die zetelden op de Holm in Groot-Termunten zoude de andere hoofdelingen echter hebben verjaagd of onteigend. Begin 15e eeuw beheersten deze familie met de Gockinga's van Zuidbroek het hele Oldambt. Beide families hadden zich verbonden met de Hamburgers, maar werden verslagen door de stad Groningen, die het bestuur over het Oldambt overnam. 
Het Klei-Oldambt (ongeveer de voormalige gemeente Termunten) stond sinds het einde van de 15e eeuw onder direct bestuur van een ambtman van de stad Groningen. Ook de restanten van het voormalige kerspel Westerreide in het Reiderland werden ingelijfd bij Groot-Termunten. De voormalige Houwerdaborg werd verbouwd tot een deftig herenhuis, het Ambtmanshuis, dat in het begin van de 19e eeuw werd gesloopt. In 1653 verrees hier tevens een rechthuis, dat tot 1803 dienst bleef doen.
De Ursuskerk van Termunten dateert uit de dertiende eeuw. De fundamenten bevatten tufstenen van een eerder gebouw. De huidige kerk is gebouwd op een fundament uit de twaalfde eeuw en was oorspronkelijk een grotere kruiskerk. Wat resteert is het romanogotische koor en een klein deel van het schip. De huidige toren werd in 1951 toegevoegd. In de 19e eeuw is de oorspronkelijke middeleeuwse toren, die los stond van de kerk, deels ingestort en daarna afgebroken. De voormalige kerk van Klein-Termunten was gewijd aan Fabianus. De fundamenten kwamen bij nieuwbouw omstreeks 1975 korte tijd bloot te liggen. Ze zouden zijn opgebouwd uit tufsteen, waaruit kan worden afgeleid dat het gebouw mogelijk uit de elfde of twaalfde eeuw dateerde. De kerk werd na 1578 afgebroken, waarna de stenen voor versterking van de dijk werden bestemd.
De kerk werd sinds de Reductie van 1594 gebruikt door de Hervormde Gemeente, die lange tijd een combinatie vormde met Borgsweer. Beide dorpen hadden één predikant. De gemeente, die in de 19e en 20e eeuw overwegend een vrijzinnige signatuur had, ging in 2006 op in de Protestantse Gemeente Woldendorp en Termunten/Borgsweer. Deze laatste gemeente fuseerde op zijn beurt in 2017 met de hervormden van Wagenborgen tot de Protestantse Gemeente Eems-Dollard. Termunterzijl had in de 17e eeuw een  doopsgezinde vermaning.

### Nieuwe tijd
Tussen 1919 en 1948 lag Termunten aan de tramlijn Winschoten - Delfzijl van de Stoomtramweg-Maatschappij Oostelijk Groningen. In Termunten is de locomotiefloods van deze maatschappij begin 21e eeuw nog aanwezig.

## Sport en recreatie
Termunten ligt aan de Internationale Dollardroute, een Nederlands-Duitse fietsroute van 180 kilometer lang, en aan de Europese wandelroute E9, ter plaatse ook Noordzeepad of Wad- en Wierdenpad geheten.

## Gemeente Termunten (1808-1989)
De zelfstandige gemeente Termunten, die op 1 januari 1990 werd samengevoegd met de gemeente Delfzijl, bestond naast Termunten uit de dorpen Borgsweer,Termunterzijl, Wagenborgen, Woldendorp, alsmede de  gehuchten en buurtschappen Baamsum, Binnen Ae, Dallingeweer, Fiemel, De Heemen, Lalleweer, Lesterhuis, Reide, De Vennen, en Zomerdijk (gedeeltelijk). Het gemeentehuis stond in Woldendorp. De gemeente viel samen met het historische bestuursdistrict Klei-Oldambt.

## Geboren
- Herman Muntinghe (1752-1824), hoogleraar theologie
- Eildert Drenth (1839-1925), organist en hoofdonderwijzer
- Geessien Bleeker (1920-2011), collaborateur in de Tweede Wereldoorlog
- Ad Bloemendaal (1948-2014), journalist